# Roland Gunnesch
Gheorghe Roland Gunnesch, scris și Guneș, (n. 25 martie 1944, Daia, Mureș, România) este un fost handbalist român, de origine săsească.

## Biografie
A absolvit Liceul Josef Haltrich din Sighișoara, unde a fost descoperit de antrenorul Hans Zultner. A jucat pentru Politehnica Timișoara timp de aproape două decenii.
A făcut parte din lotul echipei naționale de handbal a României, care a fost medaliată cu argint olimpic la olimpiada din Montreal 1976 și cu bronz olimpic la olimpiada din München 1972. A evoluat în echipa națională a României în 170 de întâlniri și a înscris 252 de goluri.
Roland Gunnesch este cetățean german din 1993. Este căsătorit cu Magda Gunnesch, și are o fiică.
În 2007 el a fost numită cetățean de onoare al municipiului Timișoara. În 2009 a fost decorat cu ordinul Meritul Sportiv Cl. a II-a cu baretă.

## Distincții
- Ordinul Muncii clasa I (29 martie 1974) „pentru comportarea remarcabilă și ocuparea locului I la Campionatul mondial de handbal masculin – ediția 1974 –, precum și pentru contribuția deosebită adusă la dezvoltarea acestui sport și la creșterea prestigiului sportului românesc pe plan internațional”[12]
- Ordinul „Meritul Sportiv” clasa a II-a (18 august 1976) „pentru rezultatele deosebite obținute la Jocurile olimpice de vară de la Montreal – 1976, precum și pentru contribuția adusă la dezvoltarea activității sportive și la creșterea prestigiului sportului românesc pe plan internațional”[13]

## Legături externe
Materiale media legate de Roland Gunnesch la Wikimedia Commons
- Roland Gunnesch la Comitetul Olimpic și Sportiv Român (arhivat)
- en Roland Gunnesch la Olympedia.org
- Propunere de aprobare a acordării titlului de Cetățean de Onoare al Municipiului Timișoara domnului ROLAND GUNESCH Arhivat în 21 decembrie 2019, la Wayback Machine.